# Вяетса
Вя́етса (ест. Väätsa alevik) — селище в Естонії, у волості Тюрі повіту Ярвамаа.

## Населення
Чисельність населення на 31 грудня 2011 року становила 558 осіб.

## Географія
Через населений пункт проходить автошлях 15129 (Пайде — Роовере — Куйметса). Від селища починається дорога 15174 (Тюрі — Вяетса)

## Історія
До 22 жовтня 2017 року селище входило до складу волості Вяетса й було її адміністративним центром.